# Аустралазијске јастребаче
Аустралазијске јастребаче (лат. Ninox) представљају род птица из фамилије правих сова који обухвата око 30 врста на подручју Азије и Аустралазије. Многе врсте су познате као јастребаче и ћукови. Треба имати на уму да јастребача (Surnia ulula) не припада овом роду. Молекуларне анализе указују на то да се род рано одвојио од предака праве сове, а можда је најбоља класификација као натфамилија Ninoxinae која садржи родове Sceloglaux и Uroglaux. Род је описао и именовао енглески природњак Брајан Хотон Хоџсон 1837 године.

## Систематика
- [3]
- [3]
- [3]
- [3]
- [3]
- [3][4]
  -  - изумрла (1996)
  -  - изумрла (1950их)
  - [4]
  - [3][4]
- [5]
  - [5]
  - [5]
  - [5]
  - [5]
  - [5]
  - [5]
  - [5]
  - [5]
  - [5]
  - [5]
  - [5]
- Филипинске јастребаче - група сова
  - [3]
  - [3]
  - [3]
  - [3]
  - [3]
  - [3]
  - [3]
- Молучке јастребаче - група сова